# Steal This Movie!
Steal This Movie! är en amerikansk film från 2000 regisserad av Robert Greenwald. Filmen handlar om Abbie Hoffman och hans relation till sin andra fru Anita och är baserad på ett antal böcker, bland andra To America with Love: Letters From the Underground och Abbie Hoffman: American Rebel. Huvudrollerna spelas av Vincent D'Onofrio (som även medproducerat filmen) och Janeane Garofalo.

## Rollista
| Vincent D'Onofrio  | – Abbie Hoffman     |
| Janeane Garofalo   | – Anita Hoffman     |
| Jeanne Tripplehorn | – Johanna Lawrenson |
| Kevin Pollak       | – Gerry Lefcourt    |
| Donal Logue        | – Stew Albert       |
| Kevin Corrigan     | – Jerry Rubin       |
| Alan Van Sprang    | – David Glenn       |
| Troy Garity        | – Tom Hayden        |
| Ingrid Veninger    | – Judy Albert       |
| Stephen Marshall   | – Louis Wertzel     |
| Joyce Gordon       | – Florence Hoffman  |
| Bernard Kay        | – John Hoffman      |